# Justin Welby
Justin Portal Welby (sinh ngày 6 tháng 1 năm 1956) là đương kim Tổng Giám mục Canterbury, tức là Giám mục trưởng của Giáo hội Anh. Ông cũng là nhà lãnh đạo tinh thần của Cộng đồng Anh giáo thế giới.
Welby làm việc trong công nghiệp dầu khí cho đến năm 1989 khi ông quyết định bỏ việc để nghiên cứu thần học tại St John’s College thuộc Đại học Durham. Sau khi trải qua một vài nhiệm sở, năm 2007 ông đến cai quản Đại Giáo đường Liverpool, rồi Giám mục Durham trong năm 2011.
Quan điểm thần học của Welby được xem là tiêu biểu cho truyền thống Tin Lành trong Anh giáo. Trong một số tác phẩm, ông khảo sát mối quan hệ giữa tài chính với tôn giáo, và khi bước vào Viện Quý tộc sau khi được tấn phong Giám mục, ông tham dự Ủy ban Quốc hội về Chuẩn mực Ngân hàng năm 2012.
Ngày 9 tháng 11 năm 2012, văn phòng Thủ tướng công bố Welby được chọn để trở thành Tổng Giám mục Canterbury. Lễ nhậm chức cử hành tại Đại Giáo đường Canterbury ngày 10 tháng 1 năm 2013. Ông chính thức nhận nhiệm vụ trong một buổi lễ tại Đại Giáo đường St Paul, dù vậy, ông chỉ thực sự thi hành mục vụ trong cương vị Tổng Giám mục Canterbury kể từ ngày 21 tháng 3 năm 2013 khi lễ đăng quang tổ chức tại Đại Giáo đường Canterbury.

## Thiếu thời và Học vấn
Welby chào đời tại Luân Đôn, Anh Quốc. Cha cậu, Gavin Bramhall James Welby, sinh năm 1910 tại Ruislip, West London, với tên Bernard Gavin Weiler, qua đời năm 1977. Mẹ là Jane Gillian (nhũ danh Portal). Ông nội của Welby là di dân Do Thái gốc Đức (Welby không biết gì về gốc gác của mình cho đến khi trưởng thành).
Sau khi ly hôn năm 1959, mẹ cậu tái hôn với Charles Williams trong năm 1975 (năm 1985, Williams gia nhập Viện Quý tộc khi được phong Nam tước Williams của Elvel). Welby là cháu ngoại của Phó Thủ tướng đảng Bảo thủ Rab Butler, về sau là Huân tước Butler của Saffron Walden; cũng về họ ngoại, Sir Montagu Butler là cha của Lord Butler và Iris Butler, Iris là bà ngoại của Welby.
Welby theo học Trường St Peter’s ở Seaford, rồi Eaton College, sau đó đến Trinity College, Đại học Cambridge, tại đây cậu nhân văn bằng Cử nhân lịch sử và luật trong năm 1978.

## Hoạt động trong doanh nghiệp
Welby có tổng cộng 11 năm làm việc trong công nghiệp dầu khí, trong đó 5 năm làm việc cho công ty Elf Aquitaine đặt trụ sở ở Paris. Năm 1984, ông nhận trách nhiệm thủ quỹ cho nhóm thăm dò dầu Enterprise Oil PLC ở Luân Đôn, tại đây ông dành nhiều quan tâm đến các đề án dầu ở Tây Phi và Bắc Hải.
Năm 1989, Welby từ bỏ vị trí điều hành, cho biết ông cảm nhận được ơn gọi từ Chúa và muốn cống hiến cho mục vụ.
Suốt trong thời gian hoạt động doanh nghiệp, Welby là thành viên của Nhà thờ Anh giáo Holy Trinity theo khuynh hướng Tin Lành ở Brompton, Luân Đôn.

## Mục vụ
John Hughes, Giám mục Kensington, từ chối phong chức mục sư cho Welby, bảo rằng, "Không có chỗ cho anh trong Giáo hội Anh." Về sau, nhờ sự ủng hộ của Sandy Millar, Quản nhiệm Nhà thờ Holy Trinity, Welby mới được chấp nhận để trở thành mục sư.
Từ năm 1989 đến 1992, Welby nghiên cứu thần học và được đào tạo tại Cranmer Hall và St John’s College thuộc Đại học Durham, đậu bằng cử nhân và hoàn thành một chứng chỉ mục vụ năm 1992. Ông nhận chức phó quản nhiệm tại Chilvers Coton, rồi St Mary the Virgin, Astley (Nuneaton) trong quãng thời gian từ năm 1992 đến 1995. Ông nhận nhiệm vụ quản nhiệm Nhà thờ St James’ ở Southam, rồi về quản nhiệm Nhà thờ St Michael and All Angels, Ufton thuộc Giáo hạt Coventry, từ năm 1995 đến 2002.
Năm 2001, Welby được bổ nhiệm và ban quản nhiệm Đại Giáo đường Coventry và là đồng giám đốc Mục vụ Quốc tế của Trung tâm Quốc tế về Hòa giải. Năm 2005, ông nhận chức Sub-Dean và Canon cho Mục vụ Hòa giải.
Tháng 12, 2007 Welby về cai quản Đại Giáo đường Liverpool, nhậm chức ngày 8 tháng 12 năm 2007.
Welby viết nhiều sách trong các lĩnh vực đạo đức và tài chính với những tác phẩm tiêu biểu như Managing the Church?: Order and Organisation in a Secular Age và Explorations in Financial Ethics. Luận văn của Welby là một khảo cứu xem các công ty có phạm tội ác hay không, nêu bật quan điểm của ông cho rằng cấu trúc của một hệ thống có thể "tạo điều kiện thuận lợi để nó có thể chọn lựa đúng hay sai."
Trong một cuộc phỏng vấn của BBC năm 2011, Welby nói rằng được bổ nhiệm Giám mục Durham là vinh dự lớn nhưng cũng là một thách thức, "Tôi ngạc nhiên khi được dành cho địa vị ấy. Đó là lòng khao khát nhiệt thành muốn nhìn thấy một hội thánh tràn đầy sức sống tâm linh, phụng sự Chúa Giê-xu Cơ Đốc và phục vụ mọi người." Cuộc bầu phiếu được phê chuẩn tại York Minster ngày 29 tháng 11 năm 2011, ông rời Đại Giáo đường Liverpool ngày 2 tháng 10. Ông được tấn phong Giám mục ngày 28 tháng 10 năm 2011 tại York Minster, và nhậm chức Giám mục Durham tại Đại Giáo đường Durham ngày 26 tháng 11 năm 2011.
Welby được tiến cử vào Viện Quý tộc ngày 12 tháng 1 năm 2012, ngồi vào hàng ghế dành cho những nhà lãnh đạo tinh thần. Ông đọc bài diễn văn đầu tiên tại Viện Quý tộc ngày 16 tháng 5 năm 2012. Cũng trong năm 2012, Welby được yêu cầu gia nhập Ủy ban Quốc hội về Chuẩn mực Ngân hàng.

### Tổng Giám mục Canterbury

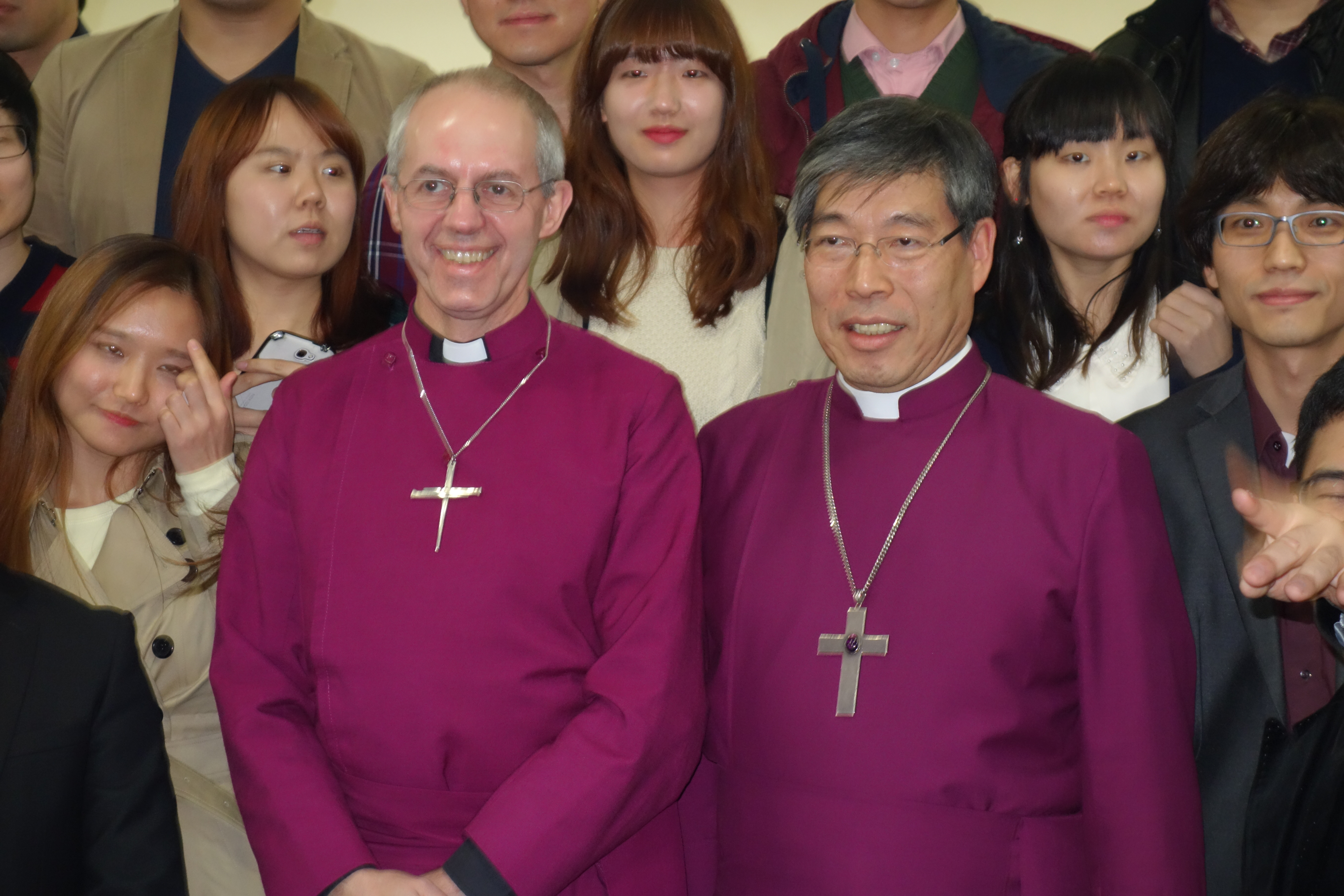
Tổng Giám mục Justin Welby và Tổng Giám mục Paul Kim tại Seoul, năm 2013.

Ngày 9 tháng 11 năm 2012, có những bàn tán về sự bổ nhiệm Welby. Trong tháng 1 năm 2013, Welby nói rằng ông xem đó là "lời nói đùa hoàn toàn ngớ ngẩn" bởi vì ông chỉ mới đảm nhiệm chức vụ Giám mục trong một thời gian ngắn. Nhưng đến ngày 4 tháng 1 năm 2013, lễ xác nhận việc bổ nhiệm cử hành tại Đại Giáo đường St Paul; hôm sau chính thức công bố Welby gia nhập Hội đồng Cơ mật Anh Quốc, tất cả tổng Giám mục đều là thành viên của hội đồng. Welby đăng quang Tổng Giám mục tại Đại Giáo đường Canterbury ngày 21 tháng 3 năm 2013 vào ngày lễ kỷ niệm Thomas Cranmer theo lịch Anh giáo.
Ông dự định viếng thăm Vatican vào ngày 14 tháng 6 năm 2013, và hội kiến với Giáo hoàng Phanxicô.

## Lập trường

### Nữ Giám mục
Welby ủng hộ việc tấn phong Giám mục cho phụ nữ. Sau khi Đại hội đồng Giáo hội Anh bác bỏ việc phong chức Giám mục cho phụ nữ trong tháng 11 năm 2012, Welby gọi đó là một "ngày rất u ám, cho hầu hết nữ mục sư và những người ủng hộ".

### Hôn nhân đồng tính
Welby xác nhận "Giáo hội Anh phản đối hôn nhân đồng tính", nhưng ông cũng mạnh mẽ phê phán thái độ tiêu cực đối với người đồng tính, bày tỏ rằng ông "luôn dị ứng với những ngôn từ kỳ thị, nhất là khi chúng ta được kêu gọi để yêu thương giống như cách Chúa Giê-xu yêu chúng ta."

## Đời sống riêng tư

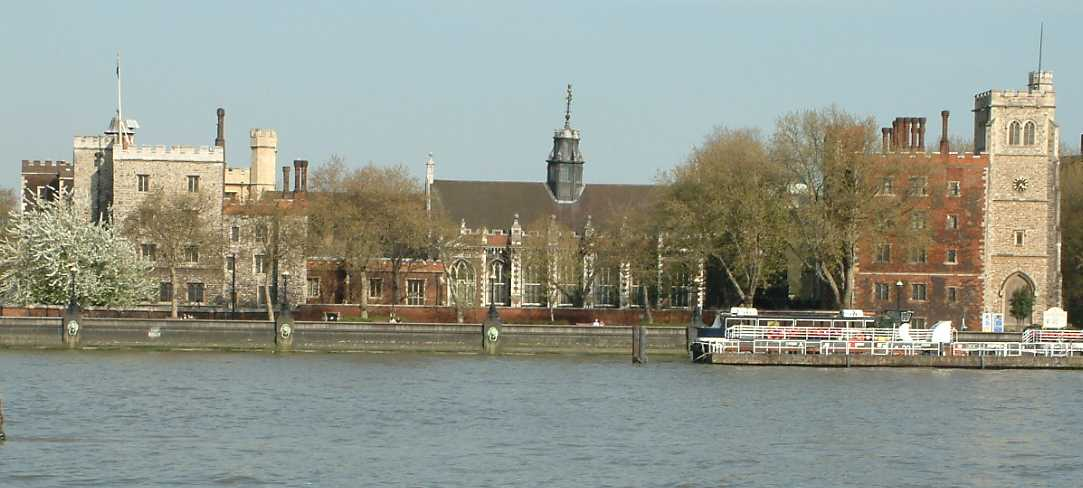
Điện Lambeth, Luân Đôn,
nơi ở chính thức của Tổng Giám mục Canterbury

Welby kết hôn với Caroline (nhũ danh Eaton), họ có sáu con. Năm 1983, Johanna, con gái bảy tháng tuổi của hai người, thiệt mạng trong một tại nạn xe hơi ở Pháp. Welby thuật lại, "Đó là thời gian rất đen tối đối với vợ tôi Caroline và tôi, nhưng theo một phương cách lạ lùng, điều này khiến chúng tôi gần với Chúa hơn." Welby thiết lập một ngày đặc biệt ở Đại Giáo đường Coventry dành cho những ông bố bà mẹ mất con, ở đó tổ chức buổi lễ hằng năm tưởng nhớ những đứa con đã mất. Một quyển sách ghi tên những đứa trẻ đã mất được đặt trong nhà thờ để bất cứ ai mất con có thể đến yêu cầu ghi tên vào cuốn sách.
Dù xuất thân từ giai tầng cao và thụ hưởng một nền giáo dục tinh túy, Welby được tán dương vì cho các con theo học tại những trường công ở địa phương.
Welby nói tiếng Pháp và yêu thích văn hóa Pháp, sở thích của ông là "hầu hết những gì liên quan đến Pháp, và đi thuyền."